# Plaque d'immatriculation marocaine
 (juin 2022).
Si vous disposez d'ouvrages ou d'articles de référence ou si vous connaissez des sites web de qualité traitant du thème abordé ici, merci de compléter l'article en donnant les références utiles à sa vérifiabilité et en les liant à la section « Notes et références ».
Pour les autres articles nationaux ou selon les autres juridictions, voir plaque d'immatriculation.

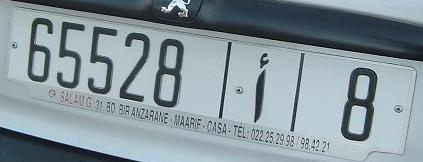
Plaque d'immatriculation marocaine

La plaque d’immatriculation au Maroc permet, comme tous les types de plaques d’immatriculation d’identifier les véhicules. Le dispositif de contrôle actuel est la suite de la série commencé en  2000.

## Système d'immatriculation actuel
L’immatriculation actuelle des véhicules enregistrés au Maroc respecte une nouvelle norme d’immatriculation à compter de l’an 2000. Cette nouvelle configuration est composée d’une série de cinq chiffres allant de 1 à 99 999 qui correspond au numéro d’enregistrement de la voiture. Une lettre de l’alphabet arabe est incrémentée au milieu de la plaque de contrôle, ce dernier prend en compte le numéro d’enregistrement de l’automobile. Pour conclure la combinaison alphanumérique de la plaque minéralogique marocaine, le nouveau système d’immatriculation en vigueur actuellement dans le royaume chérifien termine la combinaison par l’identifiant de la préfecture d’émission de la plaque. Ces numéros vont de 1 à 89.

## Système d’immatriculation antérieur
L’ancien système des plaques d'immatriculation des véhicules circulant ou originaires du Maroc en date de 1983 à 2000. Durant cette période, la série se compose de quatre chiffres allant de 1 à 9 999 qui indique le numéro d’enregistrement de l’automobile. Suivent un à deux chiffres incrémentés en fonction du numéro d’archivage puis le code associé à l’identifiant de la région d’émission de la plaque. Cette identification va de 1 à 9.

## Liste des numéros des préfectures
Les numéros de préfectures marocaines inscrites sur les plaques sont les suivantes : 
1. Rabat
2. Salé
3. Sala Al Jadida
4. Skhirat-Témara
5. Khémisset
6. Casablanca - Anfa
7. Casablanca - Aïn Sebaâ - Hay Mohammadi
8. Casablanca - Hay Hassani
9. Casablanca - Ben M'sick
10. Casablanca - My Rachid
11. Casablanca - Al Fida
12. Casablanca - Mechouar
13. Casablanca - Sidi Bernoussi
14. Mohammédia
15. Fès – Jdid
16. Fès – Medina
17. Fès – Zouagha Moulay Yacoub
18. Sefrou
19. Boulmane
20. Meknès - Menzah
21. Meknès - Ismailia
22. El Hajeb
23. Ifrane
24. Khénifra
25. Errachidia
26. Marrakech – Menara
27. Marrakech – Medina
28. Marrakech – Sidi Youssef Ben Ali
29. Marrakech – El Haouz
30. Chichaoua
31. Kelâat Es-Sraghna
32. Essaouira
33. Agadir - Ida Ouatane
34. Inezgane - Aït Melloul
35. Chtouka – Aït Baha
36. Taroudant
37. Tiznit
38. Ouarzazate
39. Zagora
40. Tanger - Asilah
41. Tanger - Fahs Anjra
42. Larache - Ksar El Kébir
43. Chefchaouen
44. Tétouan
45. El Hoceima
46. Taza
47. Taounate
48. Oujda-Angad
49. Berkane
50. Nador
51. Taourirt
52. Jerada
53. Figuig
54. Safi
55. El Jadida
56. Settat
57. Khouribga
58. Bouznika - Benslimane
59. Kénitra
60. Sidi Kacem
61. Beni Mellal
62. Azilal
63. Smara
64. Guelmim
65. Tan-Tan
66. Tata
67. Assa-Zag
68. Laâyoune
69. Boujdour
70. Oued Ed-Dahab
71. Aousserd
72. Casablanca - Aïn Chock
73. Nouacer
74. Médiouna
75. M'diq, Fnideq
76. Driouch
77. Guercif
78. Ouazzane
79. Sidi Slimane
80. Midelt
81. Berrechid
82. Sidi Bennour
83. Benguerir
84. Fquih Ben Salah
85. Youssoufia
86. Tinghir
87. Sidi Ifni
88. Tarfaya
89. Lagouira

## Modèle de plaque d'immatriculation d'un véhicule automobile en circulation internationale
Dans le cadre de la circulation internationale des véhicules immatriculés au Maroc, le caractère latin en majuscule correspondant à la lettre arabe de la plaque y est adjoint, en dessous.

## Immatriculation des véhicules étatiques

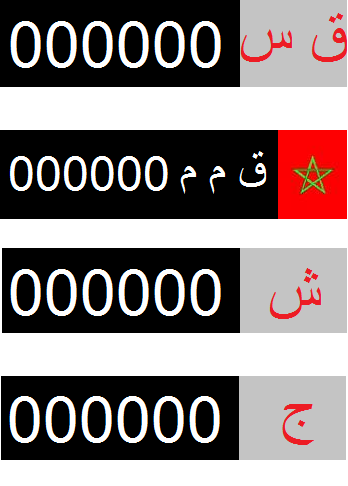
Plaques d'immatriculation communales policières et militaires

### Véhicules étatiques civils
Les véhicules étatiques civils disposent de plaques d'immatriculation composées de six chiffres en blanc sur fond noir. L'extrémité droite est constituée d'un "M" ou de la mention المغرب (al-Maghrib, litt. Maroc) en rouge.
Dans le cas des véhicules dépendant des collectivités territoriales, la mention en rouge est remplacée par la lettre arabe ج (ǧīm).
Les véhicules officiels des ministres, parlementaires et élus communaux disposent d'immatriculations spécifiques composées de deux nombres en noir sur fond blanc. La partie gauche représente l'immatriculation du véhicule tandis que la partie droite est composée de deux chiffres relatifs à la fonction de la personne à laquelle elle est allouée:
- 96. Voitures officielles des hauts responsables (ex. : Walis, gouverneurs)
- 97. Voitures officielles de la cour royale
- 98. Voitures officielles du Parlement
- 99. Voitures officielles des ministres.

### Véhicules diplomatiques
Les consuls honoraires ont une plaque qui comporte les lettres CC en rouge signifiant "Corps Consulaire". 

Les ambassadeurs quant à eux ont une plaque bleue avec les lettres CD en commun signifiant "Corps Diplomatique".

### Véhicules des coopérants étrangers en poste au Maroc

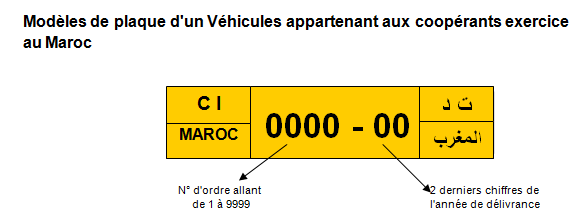
Plaque d'immatriculation spécifique aux coopérants étrangers en poste au Maroc

## Immatriculations spéciales

### Séries WW et W18
-> WW : Plaque d'immatriculation temporaire lors de la sortie du concessionnaire. 
-> W18 : Vehicule neuf en essai ou vehicule en entretien à la maison en essai.